# 兀兰体育场
兀兰体育场（英語：Woodlands Stadium），位于新加坡兀兰规划区内，于1989年开放。球场可以容纳4050名观众。于1996年至2014年，兀兰体育场是新加坡职业足球联赛兀蘭威靈頓足球會的主场。勇士足球會也于2014-2016年间暂时使用该体育场作为主场（原本的主场蔡厝港体育场正在进行翻新）。

## 体育场设施
球场拥有一个可供新加坡职业足球联赛举办赛事的草皮。体育场也有也有一条8赛道的400米塑胶跑步道。体育场傍边还有游泳池，健身室，网球场等设施。

## 体育场附近

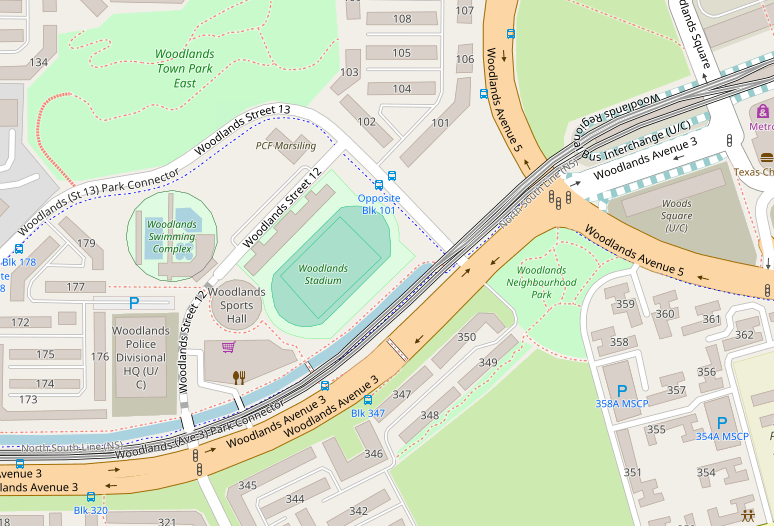
兀兰体育场周围地图

体育场附近有一个邻里中心马西岭商场。主要的购物群是附近的居民。附近其他设施包括兀兰镇公园（东部）以及未来的兀兰警局。附近也建有一所人民行动党设立的大型托儿所。于2016年开幕，该大型托儿所的一项重点计划就是给予育儿机会接触体育活动。因此校方运用体育场的设施来进行体育课程。

## 公共交通链接
球场附近交通设施包括兀兰地铁站以及兀蘭臨時巴士轉換站。步行约10分钟就可以抵达体育场。